# 強力 (米)
強力（ごうりき）はイネの品種の一つ、酒造好適米として殆どは鳥取県で栽培される。

## 外観
稈長（稲の背丈）は150cmにまで伸びる。千粒重は24.9gと大粒だが少収。熟期は晩生で耐倒伏性は弱く、栽培は難しいとされている。

## 性質
心白発現率はやや少ないものの、線状心白を持つ。同様の心白を持つ米はほかに山田錦と雄町がある。
そのため、高度精米に耐えることが可能で、大吟醸酒では40%まで精米歩合を下げられている。

## 歴史
鳥取県東伯郡下中山村（現：西伯郡大山町）下甲の渡邊信平が在来品種から選抜。
1915年から1921年まで、鳥取県農業試験場が系統分離試験を重ね、原種から12号までの13系統の試験を行った結果、強力1号と2号を1921年から1945年まで鳥取県の奨励品種として採用していた。その後最盛期には県下の水稲栽培面積の約11%を占めるまでに至った。
1945年以降は奨励品種からも外され、食糧難の時代、反当りの収穫量の少なさ、尋常でない背丈、大粒の為の倒伏の危険といった理由から、1954年を最後に県内から姿を消した。
昭和の終わり頃に、鳥取市の中川酒造と青谷町の山根酒造場の両蔵元が鳥取県独自の米による清酒の製造を思いつき、鳥取県酒造技術顧問の上原浩に相談した結果、「強力」を紹介され、かつての鳥取県農業試験場の作物科長で後に同試験場の場長をしていた西尾隆雄に種子の取得を依頼したが、県・国とも品種を保存していなかった。
西尾隆雄は、県内の心当たりを尋ね尽くして最後にたどり着いたのが、強力2号の原種保存を続けていた鳥取大学農学部であった。残されていたのは僅か一握りにも満たない量であったが、同大学は貴重な標本を提供し、配布することにした。
西尾隆雄によって、復刻を開始した「強力」は平成に入ると醪一杯分の収量を得られるようになり、1990年には純米大吟醸「強力」が上槽された。その後「強力」を採用する鳥取県の蔵元も10社にまで増え、強力は酒米として鳥取県の日本酒の地域ブランド化の一翼を担っている。
現在では鳥取県外の蔵元でも強力米を使用した日本酒が造られている。
強力米から選抜され、戦前に兵庫県で栽培されていた酒米、但馬強力も復活し、日本酒が造られている。

## 沿革
- 1915年（大正4年） - 渡邊信平が在来品種から選抜。
- 1921年（大正10年） - 強力1号と2号を鳥取県の奨励品種として採用。
- 1945年（昭和20年） - 奨励品種から外れる。
- 1954年（昭和29年） - この年を最後に県内での栽培を終了。
- 1988年（昭和63年） - 「強力」の種籾提供（中川酒造、山根酒造場）[5]。
- 1989年（平成元年） - 醪一杯分の収量を得られるまで回復、醸造を開始。
- 1990年（平成2年） - 強力酒の販売を開始。
- 1991年（平成3年） - 鳥取県経済連会長が、鳥取食糧事務所長へ水稲品種を鳥取県のしわけ品種として申請し、同年生産米より、しわけ品種として認定される。
- 1998年（平成10年）3月9日 - 「強力をはぐくむ会」発足発表。
- 2001年（平成13年）2月28日 - 食糧庁、水稲品種「強力」を醸造用玄米の産地品種銘柄として受諾。農産物規格規程（平成13年農林水産省告示第244号）。

## 強力酒を販売する酒造メーカー一覧
- 中川酒造（鳥取市）
- 山根酒造場（鳥取市）
- 太田酒造場（八頭郡若桜町）
- 元帥酒造（倉吉市）
- 中井酒造（倉吉市）
- 福羅酒造（東伯郡湯梨浜町）
- 大谷酒造（東伯郡琴浦町）
- 稲田本店（米子市）
- 久米桜酒造（西伯郡伯耆町）
- 千代むすび酒造（境港市）

かつて販売していた酒造メーカー（平成以降）
- 諏訪酒造（八頭郡智頭町） - 1999年頃
- 君司酒造（鳥取市） - 2013年酒造業の操業を休止

鳥取県外
- 杉田酒造（栃木県小山市）- 発光路強力
- 来福酒造（茨城県筑西市）- H28BYひやおろしで限定的に使用
- 亀齢酒造 (広島県東広島市) - 広島造賀地区で栽培しているため、現在は「線状心白米」と表示されている

等
但馬強力使用（限定含む）
- 蓬莱泉（愛知県）
- 鍋島（佐賀県）
- 田酒（青森県）
- 小鼓（兵庫県）

等